# Jules Ablaÿ

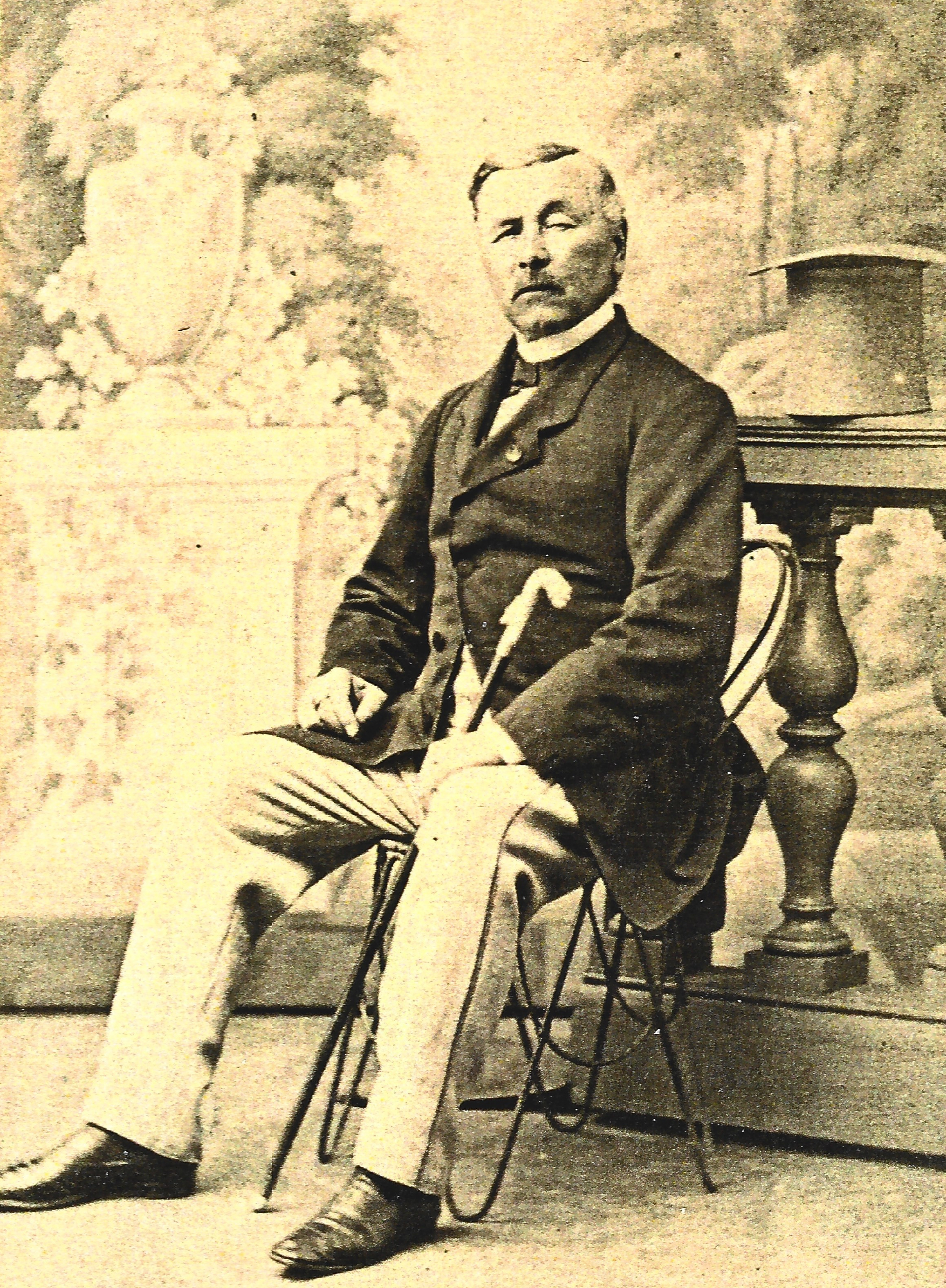
Jules-Gustave Ablaÿ

Jules-Gustave Ablaÿ (1803, Bergen - 1875, Brussel) was een Belgisch luitenant-generaal der cavalerie en militaire gouverneur van Luxemburg en Henegouwen.
Jules is de neef van Louis Joseph Gantois, broer van generaal Omer Ablaÿ en Narcisse Ablaÿ en de zoon van Karel de Ryckman. Zijn dochter Marie Thérèse Ablaÿ werd veroordeeld voor moord.